# Motivation Radio
Motivation Radio – trzeci album studyjny angielskiego gitarzysty sceny Canterbury Steve’a Hillage’a, wydany w 1977 roku nakładem wytwórni płytowej Virgin Records.

## Lista utworów
Opracowano na podstawie materiału źródłowego.
Wydanie LP:
Strona A
| 1. | "Hello Dawn" (Steve Hillage, Miquette Giraudy) | 2:48  |
|    |                                                |       |
| 2. | "Motivation" (Hillage, Giraudy)                | 4:07  |
|    |                                                |       |
| 3. | "Light in the Sky" (Hillage, Giraudy)          | 4:12  |
|    |                                                |       |
| 4. | "Radio" (Hillage, Giraudy)                     | 6:13  |
|    |                                                |       |
|    |                                                | 17:20 |
|    |                                                |       |
Strona B
| 5. | "Wait One Moment" (Hillage, Giraudy)                       | 3:25  |
|    |                                                            |       |
| 6. | "Saucer Surfing" (Hillage, Giraudy)                        | 4:28  |
|    |                                                            |       |
| 7. | "Searching for the Spark" (Hillage, Giraudy)               | 5:38  |
|    |                                                            |       |
| 8. | "Octave Doctors" (Hillage, Giraudy)                        | 3:38  |
|    |                                                            |       |
| 9. | "Not Fade Away (Glid Forever)" (Norman Petty, Glen Hardin) | 4:00  |
|    |                                                            |       |
|    |                                                            | 21:09 |
|    |                                                            |       |

## Twórcy
Opracowano na podstawie materiału źródłowego.
Muzycy:
- Steve Hillage – gitara, syntezator, śpiew, shenai
- Miquette Giraudy – syntezator, śpiew
- Joe Blocker – perkusja
- Malcolm Cecil – syntezator
- Reggie McBride – gitara basowa

Produkcja:
- Malcolm Cecil – produkcja muzyczna
- Rick Collins – mastering